# Liste der Landwirtschaftsminister von Niedersachsen
Liste der Landwirtschaftsminister von Niedersachsen.

## Landwirtschaftsminister Niedersachsen (seit 1946)
| Name                                                                            | Amtsantritt                                                  | Kabinett                                           | Partei                                             |
| Minister für Ernährung, Landwirtschaft und Forsten                              | Minister für Ernährung, Landwirtschaft und Forsten           | Minister für Ernährung, Landwirtschaft und Forsten | Minister für Ernährung, Landwirtschaft und Forsten |
| ------------------------------------------------------------------------------- | ------------------------------------------------------------ | -------------------------------------------------- | -------------------------------------------------- |
| August Block                                                                    | 25. November 1946 11. Juni 1947                              | Kopf I Kopf II                                     | DP                                                 |
| Günther Gereke                                                                  | 9. Juni 1948                                                 | Kopf III                                           | CDU                                                |
| Hinrich Wilhelm Kopf                                                            | 22. Juni 1950                                                | Kopf III                                           | SPD                                                |
| Friedrich von Kessel                                                            | 13. Juni 1951 26. Mai 1955                                   | Kopf IV Hellwege I                                 | GB/BHE                                             |
| Kurt Rißling                                                                    | 19. November 1957                                            | Hellwege II                                        | CDU                                                |
| Alfred Kubel                                                                    | 12. Mai 1959 29. Dezember 1961 12. Juni 1963                 | Kopf V Diederichs I Diederichs II                  | SPD                                                |
| Wilfried Hasselmann                                                             | 19. Mai 1965 5. Juli 1967                                    | Diederichs III Diederichs IV                       | CDU                                                |
| Klaus-Peter Bruns                                                               | 8. Juli 1970 10. Juli 1974                                   | Kubel I Kubel II                                   | SPD                                                |
| Gerhard Glup                                                                    | 13. Februar 1976 19. Januar 1977 28. Juni 1978 22. Juni 1982 | Albrecht I Albrecht II Albrecht III Albrecht IV    | CDU                                                |
| Burkhard Ritz                                                                   | 9. Juli 1986                                                 | Albrecht V                                         | CDU                                                |
| Karl-Heinz Funke                                                                | 21. Juni 1990 23. Juni 1994 30. März 1998                    | Schröder I Schröder II Schröder III                | SPD                                                |
| Uwe Bartels                                                                     | 28. Oktober 1998 15. Dezember 1999                           | Glogowski Gabriel                                  | SPD                                                |
| Minister für Ländlicher Raum, Ernährung, Landwirtschaft und Verbraucherschutz   |                                                              |                                                    |                                                    |
| Hans-Heinrich Ehlen                                                             | 4. März 2003                                                 | Wulff I                                            | CDU                                                |
| Minister für Ernährung, Landwirtschaft, Verbraucherschutz und Landesentwicklung |                                                              |                                                    |                                                    |
| Hans-Heinrich Ehlen                                                             | 26. Februar 2008                                             | Wulff II                                           | CDU                                                |
| Astrid Grotelüschen                                                             | 27. April 2010 1. Juli 2010                                  | Wulff II McAllister                                | CDU                                                |
| Hans-Heinrich Sander (kommissarisch)                                            | 17. Dezember 2010                                            | McAllister                                         | FDP                                                |
| Gert Lindemann                                                                  | 19. Januar 2011                                              | McAllister                                         | CDU                                                |
| Minister für Ernährung, Landwirtschaft und Verbraucherschutz                    |                                                              |                                                    |                                                    |
| Christian Meyer                                                                 | 19. Februar 2013                                             | Weil I                                             | Grüne                                              |
| Barbara Otte-Kinast                                                             | 22. November 2017                                            | Weil II                                            | CDU                                                |
| Miriam Staudte                                                                  | 8. November 2022 20. Mai 2025                                | Weil III Lies                                      | Grüne                                              |